# Koupě
Koupě település Csehországban, a Příbrami járásban. Koupě Mišovice, Bělčice, Hudčice és Drahenice településekkel határos. Lakosainak száma 113 fő (2024. január 1.).

## Népesség
A település lakosságának változását az alábbi diagram mutatja:
| Lakosok száma | 442  | 426  | 426  | 263  | 196  | 140  | 132  | 118  | 122  | 113  |
|               | 1869 | 1900 | 1921 | 1961 | 1980 | 2011 | 2016 | 2019 | 2021 | 2024 |